# 弗兰克斯·鲁宾逊
弗兰克斯·鲁宾逊（英語：Franks Robinson，1886年—1949年11月5日），爱尔兰男子曲棍球运动员。他曾代表英国国家队参加1908年夏季奥林匹克运动会曲棍球比赛，获得一枚银牌。